# Philippe Charuel
Philippe Charuel, né le 2 août 1954 à Lyon est une personnalité française, il fut grand maître de la Grande Loge de France de 2015 à 2018. En 2023, il est président de la Confédération des grandes loges unies d'Europe

## Franc-maçonnerie
Le 20 juin 2015 lors de l’assemblée générale annuelle de la Grande Loge de France, Philippe Charruel succède à Marc Henry, grand maître depuis 2012. Il est élu grand maître en obtenant 56,8% des suffrages,.
À travers son programme, il souhaite inscrire la Grande Loge de France comme l’obédience première en matière de tradition initiatique. Il œuvre également à moderniser la gouvernance de l’institution et sa communication. En outre, il engage une politique d’ouverture auprès de la jeunesse en organisant de nombreux projets axés sur l’éducation et la culture.
Sa volonté d’apaisement et de rassemblement avec les autres obédiences françaises marque le retour de l'obédience au sein de l’Institut Maçonnique de France (IMF). Ce rapprochement contribue à relancer la création d’un pôle tradition et la tenue de colloques qui réunissent les obédiences de la franc-maçonnerie française partageant un même état d’esprit et des valeurs communes. Ce pôle tradition regroupe les membres de la Grande Loge de France (GLDF), de la Grande Loge de l'Alliance maçonnique française (GLAMF), de la Grande Loge traditionnelle et symbolique Opéra (GLTSO) et de la Grande Loge féminine de France (GLFF). En 2017, le pôle tradition édite un livret intitulé La franc-maçonnerie de tradition en France, une démarche spirituelle et humaniste pour notre temps.
Le 3 septembre 2016, Philippe Charuel est confirmé dans sa présidence. Au cours de son deuxième mandat, il renforce sa politique internationale, en particulier vers le continent africain auprès des obédiences africaines de tradition mais également auprès des obédiences d’Amérique Latine et d’Europe de l’Est[réf. nécessaire].
Le 16 juin 2017, lors du convent annuel de la Grande Loge de France, un nouveau rassemblement des obédiences africaines voit le jour, sous le nom de« Confédération des Grandes Loges d’Afrique de Rite écossais ancien et accepté ». Cette cérémonie s’est tenue devant les représentants de 30 obédiences internationales et des députés des loges de la Grande Loge de France[réf. nécessaire]. Le 17 juin 2017, il est réélu pour un troisième mandat.

### Prises de position en France
Dès sa prise de mandat, Philippe Charuel annonce la création d’un colloque consacré à la jeunesse en partenariat avec la Grande Loge féminine de France, qui réunira des jeunes maçons et maçonnes et des jeunes profanes de sexe masculin et féminin pour débattre de leur avenir[réf. nécessaire].
C’est lors du dîner annuel de la Grande Loge de France, en septembre 2015 qu’il annonce officiellement cette manifestation en présence de Najat Vallaud-Belkacem, Ministre de l’éducation nationale, de l'enseignement supérieur et de la recherche, de Jacques Toubon , défenseur des droits et du philosophe Abdennour Bidar. 
Le 4 avril 2016, le colloque « Jeunesse#monavenir » se tient au Palais Brongniart avec une introduction de Najat Vallaud-Belkacem,. Autour de trois thèmes : « Partager l’essentiel ? Une ambition ? », « Aimer aujourd’hui ? Passion, curiosité ? » et « Travailler encore demain ? Une envie ? ». Près de 600 jeunes se sont réunis, francs-maçons ou pas. Il prône l’enseignement du fait religieux dans l’école de la République.
Fort du succès de cet événement, la Grande Loge de France et la Grande Loge féminine de France ont décliné ce colloque à Aix-en-Provence le 14 novembre 2017 et à Lille le 12 décembre 2017.
Philippe Charuel a réagi à la suite des attaques terroristes qui ont frappé le territoire français et le monde. Il a rappelé et réaffirmé les valeurs humanistes qui sont au cœur de la démarche du franc-maçon. Lors de ses prises de parole médiatiques.

### Prises de position à l’étranger
Philippe Charuel donne régulièrement des conférences publiques dans les pays francophones d’Afrique noire. Ces rencontres permettent une nouvelle approche de la franc-maçonnerie parfois diabolisée par certains mouvements sectaires. Il va également à la rencontre des représentants officiels et s’investit sur les questions liées à l’éducation.
Philippe Charuel s’est rendu à plusieurs reprises en Israël avec pour objectif le rapprochement des peuples israéliens et palestiniens  dans les loges de la Grande Loge de France.